# Welshponny
Welshponnyn är en hästras av ponnytyp som härstammar från Wales i Storbritannien. Rasen tillhör sektion B i den rasstambok där även welsh mountain (sektion A), den i Sverige något ovanliga Welshponny av Cobtyp (sektion C) och Welsh cob (sektion D) ingår. Welshponny är en utmärkt ridponny för barn med en god medfödd hoppförmåga. Rasen är mycket atletisk och tilltalande. 

## Historia
Welshponnyn härstammar från den något mindre rasen welsh mountain som utvecklades i bergen i Wales med hjälp av gamla inhemska ponnyer med keltiskt ursprung som korsades med arabiska fullblod. Welshponnyn var ursprungligen en korsning mellan den mindre welsh mountain-ponnyn, de större welsh cob-typerna från hedarna och hackneyhästar. 
Dock utvecklades Welshponnyn främst ur 3 hingstar varav 2 av dem var ättlingar till Coed Coch Glyndwr, en mycket förnäm Welsh Mountainhingst från det berömda Coed Cochstuteriet för Welshponnyer i Wales. Den första hingsten var en son till Glyndwr som kallades Tany Bwlch Berwyn som var avkomma till en berberhingst och ett welshiskt sto. Den andra hette Criban Victor med ett helt welshiskt ursprung och den tredje var Solway Master Bronze, en hingst som blev far till en lång rad förstklassiga föl. Dyoll Starlight som räknas som alla de fyra welsh-kategoriernas stamfader finns även med i utveckling med sin son Bleddfa Shooting Star. 
Welshponnyn användes ursprungligen till att valla får och till jakter i de walesiska bergen. Under 1900-talet har den sedan använts som ridponny åt barn och tonåringar. 

## Utseende
Welshponnyn är en mycket attraktiv ponny där de gamla arabiska influenserna syns mycket tydligt. Det allmänna intrycket ska vara det av en ädel ridponny men den ska också ha massa och ponnykaraktär. Huvudet ska vara litet, fint mejslat med bred flat panna som smalnar av ner mot mulen, något konkav nosrygg och kraftiga, svagt konvexa, men inte grova ganascher. Ögonen bör vara stora, mörka och uttrycksfulla. Blå ögon är inte ovanliga och återfinnes vanligen i mycket gamla blodslinjer. Öronen är små, tättsittande och högt ansatta. De skall kunna gömmas i en hand. Avståndet från öronspetsen till ögat = avståndet från ögat till näsborren. Halsen ska vara förhållandevis lång, välansatt och välburen. Hos vuxna hingstar finns tendens till kraftigt utfylld mankam. I motsats till de flesta andra ponnyraserna är nacken förhållandevis lång, vilket ger Welshponnyn en käck hållning, såväl under stillastående som i rörelse. Bålen ska vara väl sluten med väl välvda revben och lång markerad manke. Ryggen är ofta längre hos ston än hos hingstar. Welshponnyn har ett långt vägvinnande steg utan överdriven knäaktion.
För att registreras som Sektion B får ponnyn inte vara över 137 cm i mankhöjd. Welshponnyn kan ha alla färger utom skäck och tigrerad. Rasen är en orädd och stark liten häst med stor hoppförmåga samtidigt som de har ett mycket lugnt och lätthanterligt temperament som gör den till en utmärkt ridponny för yngre ryttare. Welshponnyn passar både till lättare nöjesridning och till tävling och kan även köras. Welshponnyns attraktiva utseende och goda hållning gör att de även passar som utställningsponnyer. 